# The Squaw Man (1914)
The Squaw Man ist ein im Winter 1913/14 produzierter, US-amerikanischer Stummfilm von Cecil B. DeMille und Oscar Apfel mit Dustin Farnum in der Titelrolle. Der Streifen, der als der erste „Großwestern“ der Filmgeschichte gilt, „war überaus erfolgreich und legte den Grundstein einer selbst für Hollywood-Verhältnisse ungewöhnlichen Karriere“.

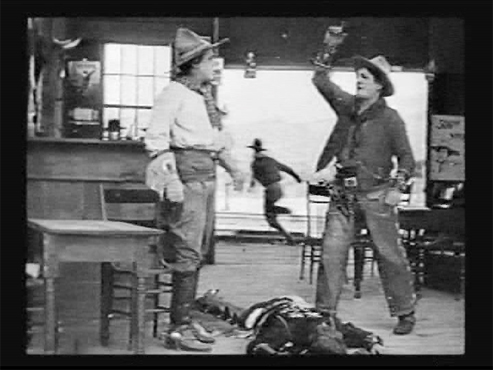
Szenenfoto

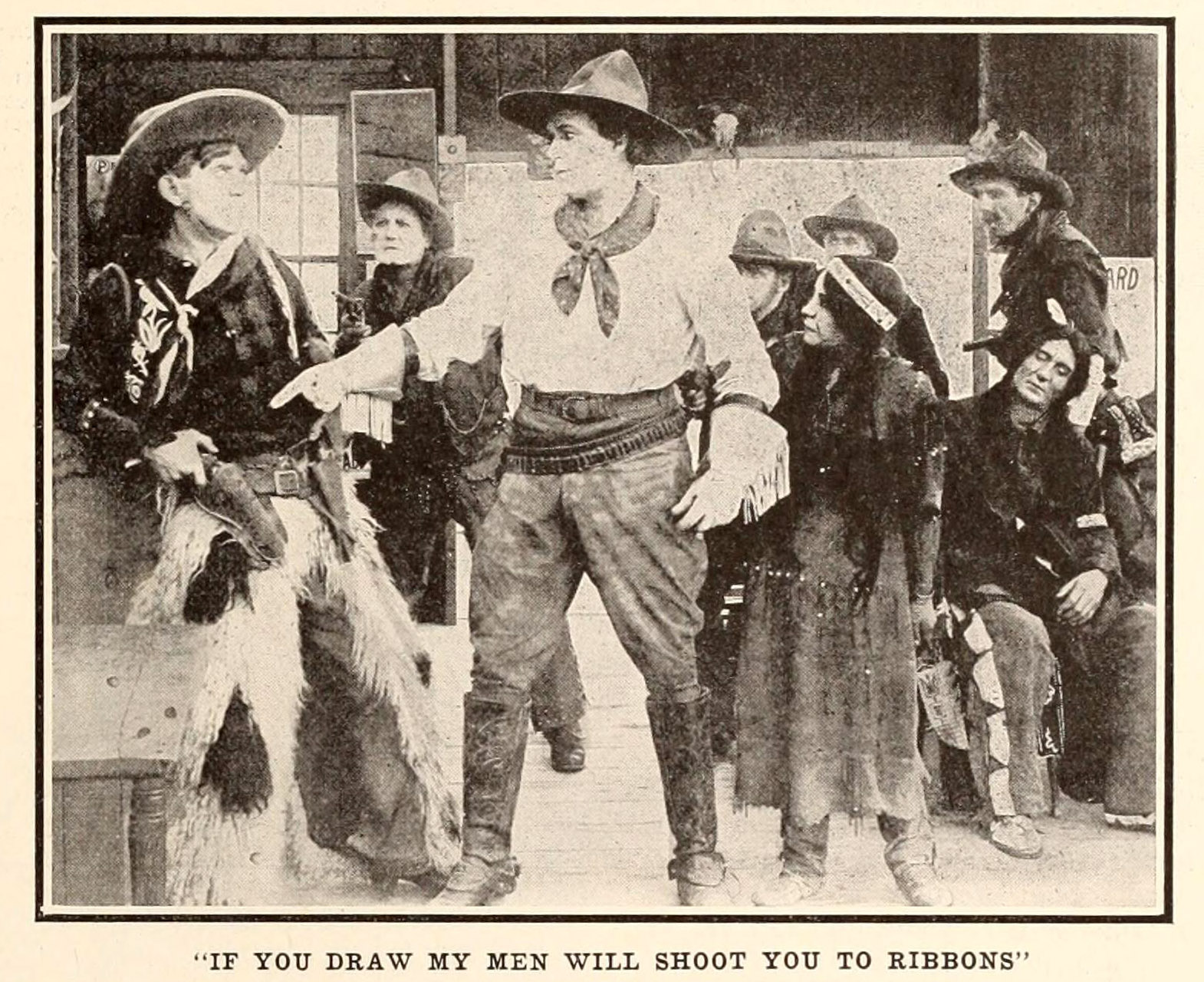
Szenenfoto

## Handlung
James Wynnegate und sein hochadeliger Vetter Sir Henry, der Earl of Kerhill, sind englische Aristokraten, die eine großzügige Stiftung für Kriegswaisen auf die Beine gestellt haben. Henry ist glücksspielsüchtig und hat heimlich Geld veruntreut, um seine Pferdewett-Schulden zu begleichen. Als Wynnegate seinen Vetter bei seiner Missetat ertappt, nimmt er die Schuld auf sich, als die Veruntreuung herauskommt. Wynnegate ist in Henrys Frau Diana verliebt. Die Polizei an den Fersen, flieht Wynnegate von England nach New York und anschließend weiter nach Wyoming, wo er eine kleine Ranch kauft und bald mit Cash Hawkins, dem ortsansässigen Raufbold, aneinandergerät. Es kommt zu einer Schießerei, bei der der Schurke Cash Hawkins stirbt. Niemand weiß, wer den entscheidenden Schuss abgefeuert hat. Eine junge Indianerin namens Nat-U-Ritch gesteht Wynnegate, dass sie es war, die Cash Hawkins getötet hat. Er empfiehlt dem Indianermädchen, darüber Stillschweigen zu bewahren.
In der amerikanischen Fremde gerät der Brite von einem Abenteuer ins Nächste. In den Bergen wird Wynnegate schneeblind und stolpert in einige giftige Heißquellen. Und wieder ist es Nat-U-Ritch, die James das Leben rettet. Sie folgt ihm auf Schritt und Tritt und bringt ihn in Sicherheit. Während die Häuptlingstochter ihn wieder gesund pflegt, verlieben sich der Weiße und die Squaw, werden ein Paar, und James avanciert schließlich zum titelgebenden Squaw Man. Als Wynnegate sieht, wie sie winzige Mokassins herstellt, erkennt er, dass seine Indianerin offensichtlich schwanger von ihm geworden ist.
Einige Jahre ziehen ins Land. Henry ist in der Zwischenzeit bei einer Wanderung durch die Alpen in die Tiefe gestürzt und gesteht, im Sterben liegend, seine einstige Missetat, die James damals auf sich genommen und zur anschließenden Flucht veranlasst hatte. Nun gibt es für James keinen Grund mehr, bei den „Barbaren“ auf der anderen Seite des Atlantiks zu versauern, findet die vornehme Witwe, Lady Diana. Sie macht sich auf nach Amerika und sucht und findet Captain James Wynnegate. Sie und ihre mitgereisten Freunde überzeugen ihn, seinen Sohn mit nach England nehmen zu lassen, um ihm dort eine „zivilisierte“ Erziehung zukommen zu lassen. In der Zwischenzeit hat der Sheriff des Ortes in Nat-U-Ritchs und James’ Heim diejenige Waffe gefunden, mit der Cash einst erschossen wurde. Nat-U-Ritch fürchtet, ihr Kind zu verlieren und zugleich für den gewaltsamen Tod Cash Hawkins verantwortlich gemacht zu werden. Daraufhin bringt sie sich um. Nun ist James, der mit dem Häuptling um die tote Squaw trauert, frei für seine eigentlich große Liebe Diana.

## Produktionsnotizen
The Squaw Man wurde ab dem 29. Dezember 1913 mehrere Wochen lang im Januar 1914 gedreht und (je nach Quelle) am 15., 17. oder 24. Februar 1914 uraufgeführt. Eine deutsche Premiere ist nicht nachzuweisen.
Die Herstellungskosten betrugen moderate 15.000 Dollar. Nachdem der Film in vollen Häusern angelaufen war, konnten die beiden Produzenten DeMille und Lasky einen Nettoprofit von 244.000 Dollar einstreichen und mit diesem Geld jeweils ihre eigene Produktionsfirma gründen.
Jesse L. Lasky übernahm bei diesem Film die Herstellungsleitung. Wilfred Buckland schuf die Filmbauten. Hoot Gibson besorgte die Stunts.
Farnum erhielt „für damals stattliche 250 Dollar die Woche für die Titelrolle“ in diesem Opus. Zuvor hatte er „DeMilles Alternativangebot abgelehnt, statt der Gage ein Viertel der Produktionsfirma DeMilles zu übernehmen“.
Lillian St. Cyr, die Darstellerin der Nat-U-Ritch, war tatsächlich eine Indianerin und gehörte zum Winnebago Stamm von Nebraska. Bei Cecilia DeMille, die einen Kurzauftritt absolvierte, handelte es sich um die damals fünfjährige Tochter des Regisseurs. Der spätere Starproduzent Hal Roach ist ebenfalls kurz zu sehen.
Der Film sollte eigentlich in Flagstaff, Arizona, gedreht werden. Man entschloss sich auf Anraten Dustin Farnums aber, als man von einem großen Schneeeinbruch überrascht wurde, zur Weiterreise in das deutlich wärmere Los Angeles, das bis dahin als Filmstadt kaum Bedeutung besaß.
1918 und 1931 drehte DeMille von dieser Geschichte zwei Remakes, die bei weitem nicht dieselbe Beachtung fanden wie sein Regie-Debüt.

## Kritiken
Auf moviessilently.com heißt es: „Die Schauspielerei ist ziemlich typisch für das Jahr 1914, immer noch sehr theaterhaft und voll großer Gesten. Farnum besitzt eine sympathische, maskuline Präsenz auf der Leinwand, und Red Wing [Pseudonym von Nat-u-Ritch] eine entwaffnende Aufrichtigkeit, aber Winifred Kingston ist einfach furchtbar und ihr überdimensionaler Haarbogen ist lächerlich. Der Rest der Besetzung rangiert zwischen anstößig (Joseph Singleton als betrunkener Vater von Red Wing) und Schmierenschauspielerei.“
Hans J. Wollstein schreibt bei AllMovie: “Das vollständige 6-Akte-Melodram ist der erste abendfüllende Western, der komplett in Hollywood abgedreht wurde. Das Ergebnis ist schrecklich blöd aber eine typisch viktorianische Romanze eines englischen Adeligen (Dustin Farnum), der fälschlicherweise eines Verbrechens beschuldigt wurde, das von seinem Bruder begangen wurde.”

„Farnum überzeugte als männlicher, muskulöser Held in diesem Film wie in den nachfolgenden.“

## Weiterführende Informationen
Literatur
- Robert S. Birchard: Cecil B. DeMille's Hollywood. University Press of Kentucky 2004.
- Scott Eyman: Empire of Dreams: The Epic Life of Cecil B. DeMille. Simon & Schuster 2010.

Weblinks
- ganzer Film auf YouTube
- The Squaw Man auf moviessilently.com
- The Squaw Man bei IMDb

Belege
1. ↑  Das große Personenlexikon des Films, Band 5, S. 448. Biografie Cecil B. De Mille
2. 1 2  Das große Personenlexikon des Films, Band 2, S. 620. Biografie Dustin Farnum
3. ↑  Kritik auf moviessilently.com
4. ↑  Hans J. Wollstein: The Squaw Man (Memento vom 12. Oktober 2020 im Internet Archive) bei AllMovie (englisch)